# William Allington (mort en 1479)
Remarque : La biographie de cette personne sera consultable prochainement sur le site historyofparliamentonline.org.
Sir William Allington, né à une date inconnue et mort en 1479, est un avocat et homme politique anglais.

## Biographie
Il est le petit-fils de William Allington, administrateur et homme politique influent de la première moitié du XVe siècle. 
Il est le président de la Chambre des communes du Parlement d'Angleterre pour deux parlements consécutifs : 1472-1475 et 1478.